# اسپک‌اویا ایر کمپانی
اسپک‌اویا ایر کمپانی (به انگلیسی: Specavia Air Company) یک شرکت هواپیمایی است که در ۱۹۹۷ میلادی تأسیس شده‌است. دفتر مرکزی اسپک‌اویا ایر کمپانی در ولگوگراد واقع شده‌است و قطب این شرکت هواپیمایی در ولگوگراد قرار دارد و به ۲۲ مقصد، پرواز انجام می‌دهد.